# Sam Bradford
Samuel Jacob „Sam“ Bradford (* 8. November 1987 in Oklahoma City, Oklahoma) ist ein ehemaliger US-amerikanischer American-Football-Spieler auf der Position des Quarterbacks gewesen. Zuletzt spielte er für die Arizona Cardinals in der National Football League (NFL). Der 1,93 Meter große Bradford ist der erste Native American, der die Heisman Trophy gewann. Er wurde 2010 mit dem NFL Offensive Rookie of the Year Award ausgezeichnet.

## College
Bradford, der Mitglied der Cherokee Nation ist, spielte als Jugendlicher sowohl American Football als auch Basketball, konzentrierte sich aber nach der Aufnahme zur University of Oklahoma auf Football. Beim lokalen Sportteam, den Sooners, wurde er auf Anhieb der Starting-Quarterback und damit der erste Native American seit Sonny Sixkiller, der in einem Division-I-Team Quarterback spielte. Bei den Sooners brach Bradford diverse Collegerekorde: meiste vollständige Pässe in einem Spiel (22), meiste Passing-Yards in einem Spiel (468), meiste Pässe am Stück ohne Interception (169) und meiste erfolgreiche Pässe (606). 2008 gewann er die Heisman Trophy und wurde der erste Native American, der diese Trophäe gewann.

## NFL

### St. Louis Rams
Im NFL Draft 2010 wurde Bradford von den St. Louis Rams als erster Spieler des Drafts ausgewählt und wurde auf Anhieb der neue Starting-Quarterback der Rams. Trotz einer unterdurchschnittlichen Offensive Line, die 34 Sacks gegen ihn zuließ (fünfthöchster Ligawert), warf er 18 Touchdowns bei 15 Interceptions und überzeugte mit einem neuen NFL-Rekord für Rookies von 354 erfolgreichen Pässen. Für diese Leistungen wurde Bradford zum Offensive Rookie of the Year gewählt. Oklahoma City ehrte ihn am 13. Januar 2011 mit einem „Sam Bradford Day“.
Die Erwartungen waren zu Beginn seiner zweiten Profisaison hoch und schienen zunächst erfüllt zu werden, denn die Rams gewannen alle vier Vorbereitungsspiele. Allerdings machten zahlreiche Verletzungen zu Beginn der Regular Season den Rams einen Strich durch die Rechnung. Auch Bradford hatte immer wieder Beschwerden und so gewannen sie nur 2 von 16 Spielen.
In der Off-Season gab es immer wieder Spekulationen, ob St. Louis den aktuellen Heisman-Trophy-Gewinner Robert Griffin III von der Baylor University an zweiter Stelle im Draft 2012 verpflichten würde. Allerdings zeigte sich der neue Head Coach Jeff Fisher zuversichtlich, dass Bradford wieder zu alter Stärke finden würde und tauschte letztendlich das Wahlrecht mit den Washington Redskins.
Dieser Tausch brachte den Rams das Wahlrecht der Redskins in der ersten Runde der NFL Drafts 2012 (6. Spieler), 2013 (22.) und 2014 (2.), sowie das Wahlrecht 2012 in der zweiten Runde (39.). Durch weitere Täusche der erhaltenen Rechte in den folgenden Jahren bekamen die Rams für das Wahlrecht, mit dem die Redskins Robert Griffin III verpflichteten, den Offensive Tackle Greg Robinson, den Linebacker Alec Ogletree, den Wide Receiver Stedman Bailey, die Runningbacks Zac Stacy und Isaiah Pead, den Defensive Tackle Michael Brockers, den Cornerback Janoris Jenkins und den Guard Rokevious Watkins.
Nach der schwachen Vorsaison wurde den Rams im Vorfeld der Saison nicht viel zugetraut. Allerdings konnte der wiedererstarkte Bradford mit einigen neuen Rookies überzeugen und sie beendeten die Saison mit einer Bilanz von sieben Siegen, acht Niederlagen und einem Unentschieden. Bradford erzielte dabei Karrierebestleistungen mit 3.702 geworfenen Yards, 21 Touchdowns bei nur 13 Interceptions und einem Quarterback Rating von 82,6.
Nachdem der Kader im Draft und der Sommerpause deutlich verstärkt wurde, hatten die Fans große Hoffnungen auf eine erfolgreiche Saison. Abgesehen von Bradford, enttäuschte das Team allerdings durch seine Unbeständigkeit. In den ersten sieben Spielen warf er Pässe für 1.687 Yards, 14 Touchdowns und nur vier Interceptions, bevor er sich dann im Spiel gegen die Carolina Panthers das vordere Kreuzband riss und die Saison für ihn somit vorzeitig beendet war.
Wiederum setzte Jeff Fisher im Vorfeld der Saison auf Bradford und sah von anderen Neuverpflichtungen auf der Quarterback-Position ab. Bradford konnte nach überstandener Verletzungspause am Trainingscamp teilnehmen und überzeugte. Nachdem er im ersten Vorbereitungsspiel geschont wurde, spielte er erstmals wieder gegen die Green Bay Packers in der darauffolgenden Woche und machte einen guten Eindruck. Im nächsten Spiel gegen die Cleveland Browns verletzte er sich am Knie und wurde aus dem Spiel genommen. Anfangs wurde die Verletzung als gering eingeschätzt, doch Tests führten schließlich zu der ernüchternden Diagnose: erneuter Kreuzbandriss. Somit war die Saison für ihn beendet, bevor sie überhaupt richtig angefangen hatte, und seine Zukunft bei den Rams galt durch die lange Ausfallzeit als ungewiss.

### Philadelphia Eagles
Im Tausch für ihren vormaligen Quarterback Nick Foles, einen Viertrundenpick 2015 sowie einen Zweitrundenpick im Draft 2016 wurden Sam Bradford und ein Fünftrundenpick im Draft 2015 zu den Philadelphia Eagles abgegeben. Er warf 346 erfolgreiche Pässe für 3725 Yards für die Eagles und erzielte 19 Touchdowns bei 14 Interceptions.

### Minnesota Vikings

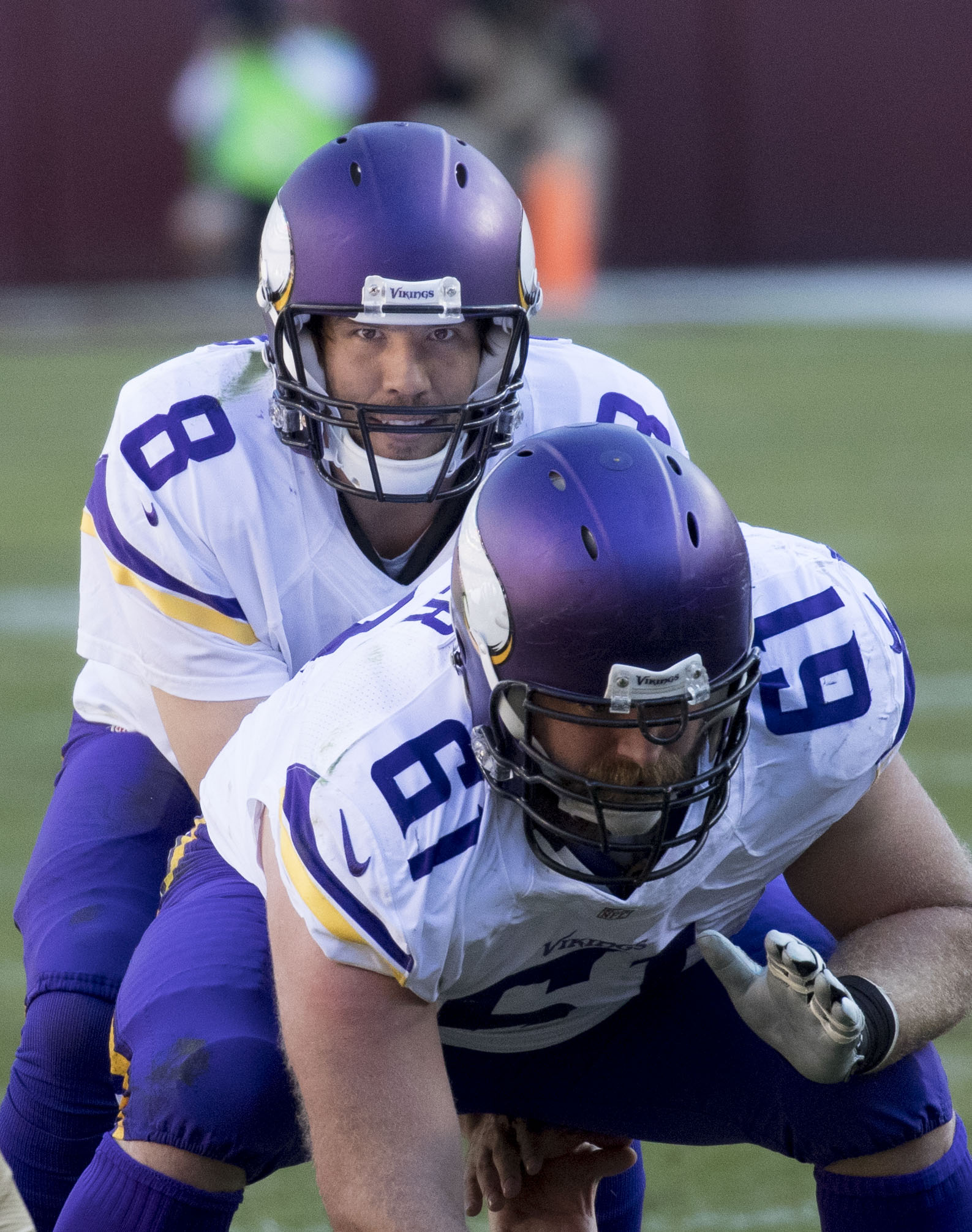
Bradford (Nr. 8) vorm Snap – 2016 im Spiel gegen die Redskins

Am 3. September 2016 wechselte Bradford für einen Erstrundenpick im NFL Draft 2017 und einem perspektivischen Viertrundenpick zu den Minnesota Vikings. Dort ersetzte er Teddy Bridgewater, der sich zuvor verletzt hatte. In seiner ersten Saison in Minneapolis startete er zur Überraschung vieler Kritiker mit einer 5:0-Bilanz. In der Saison 2016 gewannen die Vikings 8 von 16 Spielen und belegten den 3. Platz der NFC North. Bradford warf 395 erfolgreiche Pässe für 3.877 Yards und erzielte 20 Touchdowns bei 5 Interceptions.

### Arizona Cardinals
Da man Bradfords Vertrag in Minnesota nicht verlängerte, wurde er am 14. März 2018 als Free Agent von den Arizona Cardinals unter Vertrag genommen. Bei den Cardinals wusste Bradford jedoch nicht zu überzeugen – in drei Spielen erzielte er lediglich 400 Passing-Yards und zwei Touchdowns, warf aber vier Interceptions. Ab dem vierten Spiel der Saison 2018 entschied sich Headcoach Steve Wilks für Erstrundenpick Josh Rosen als Starting-Quarterback und Bradford wurde am 3. November 2018 entlassen.

## Privatleben
Bradford ist der Sohn von Martha und Kent Bradford, der selbst College Football spielte. Durch seine Urgroßmutter Susie Walkingstick ist er zu einem Sechzehntel Cherokee und ist offiziell als Mitglied der Cherokee Nation registriert. Darüber hinaus ist er praktizierender Christ.